# Titularbistum Maura
Maura ist ein Titularbistum der römisch-katholischen Kirche.
Es geht zurück auf ein ehemaliges Bistum in Nordafrika (römische Provinz Mauretania Caesariensis) im Norden des heutigen Algerien.
| Titularbischöfe von Maura |                                              |                                                                             |                    |                 |
| Nr.                       | Name                                         | Amt                                                                         | von                | bis             |
| 1                         | Carlos Duarte Costa                          | emeritierter Bischof von Botucatu (Brasilien)                               | 22. September 1937 | 5. Juli 1945    |
| 2                         | Cipriano Biyehima Kihangire                  | Weihbischof in Gulu (Uganda)                                                | 12. November 1962  | 9. August 1965  |
| 3                         | Langton Douglas Fox                          | Weihbischof in Menevia (Vereinigtes Königreich)                             | 18. Oktober 1965   | 16. Juni 1972   |
| 4                         | Cesare Zacchi Titularerzbischof pro hac vice | Apostolischer Nuntius in Kuba, Präsident der Päpstlichen Diplomatenakademie | 24. Mai 1974       | 24. August 1991 |
| 5                         | Enzo Dieci                                   | Weihbischof in Rom (Italien)                                                | 7. April 1992      |                 |